# Ultima Lingula
L'Ultima Lingula è una struttura geologica della superficie di Marte.